# Hurricane Tennis Open 2008
L'Hurricane Tennis Open 2008 è stato un torneo di tennis facente parte della categoria ATP Challenger Series nell'ambito dell'ATP Challenger Series 2008. Il torneo si è giocato a Bradenton negli Stati Uniti dal 12 al 18 maggio 2008 su campi in terra verde e aveva un montepremi di $50 000.

## Vincitori

### Singolare
Jesse Levine ha battuto in finale  Robert Kendrick con il punteggio di 6–3 5–7 7–6(3)

### Doppio
Carsten Ball /  Lester Cook hanno battuto in finale  Ryler de Heart /  Todd Widom con il punteggio di 4–6 6–3 [10–6]